# Ernest Duchesne
Ernest Duchesne (30. svibnja 1874. – 12. travnja 1912.), francuski liječnik koji je prvi otkrio mogućnost korištenja gljiva u medicinske svrhe. On je ovo otkrio 32 godine prije Fleminga i njegovog izučavanja penicilina. Duchesneova eksperimentiranja su mahom ostala nezapažena.
Upisao se na Vojnu medicinsku akademiju Lyonu 1894. godine. Duchesneova disertacija pod nazivom Upotpunjavanje studije o kompeticiji među mikroorganizmima: antagonizam između gljiva i mikroba (“Contribution à l’étude de la concurrence vitale chez les micro-organismes: antagonisme entre les moisissures et les microbes” ) koju je izložio 1897. godine kao svoju doktorsku disertaciju, je prva studija koja je za cilj imala izučavanje terapeutskih mogućnosti gljiva.
Duchesne je svoja otkića bazirao na opservaciji Arapa. Arapski dječaci koji su radili u vojnim bolnicama su držali sedla konja u mračnim i vlažnim prostorijama kako bi gljive rasle na njima. Kada je upitao zašto, oni su mu rekli da su gljive pomagale konjima, tako što su čistile otvorene rane na konjima. Intrigiran ovim saznanjem, napravio nekoliko otopina koje su sadržavale izmrvljene gljive i injekcijama unio tekućinu u nekoliko razboljelih svinja. Sve svinje su bile izliječene. 
U seriji pokusa Duchesne je pratio interakciju Escherichie coli i penicilina, i utvrdio da je penicilin u mogućnosti potpuno uništiti Escherichiu coli. On je također dokazao da životinja kojoj je ubrizgana smrtna doza bacila koji je odgovoran za tifoidnu bolest, pri ubrizgavanju penicilina, životinja bi ozdravila.
U ovo vrijeme on je imao svega 23 godine i bio je nepoznat u svijetu znanosti. Pasterov institut mu nije dao kredibilitet i odbio priznati doktorsku dizertaciju. On je ubrzo nakon toga otišao na odsluženje vojnog roka i to je spriječilo njegovo daljnje eksperimentiranje.
Duchesne je radio jednu godinu kao internista. 1901. godine se oženio Rosom Lassalas iz Cannesa. Dvije godine kasnije ona je preminula od tuberkuloze. 1904. godine Duchesne je također bio zaražen i vjerojatno je imao tuberkulozu. Tri godine kasnije, otpušten je iz vojske i poslan je u sanatorium Amelie les Bains. Preminuo je 12. travnja 1912. u 37-oj godini života.
Da je znao, njegovo otkriće o uporabi penicilina, moglo je spasiti njegov, kao i život njegove žene i milijune drugih, pogotovo u prvom svjetskom ratu. 1949. godine je postumno nagrađen za svoja otkrića i doprinose medicini, 5 godina nakon što je Alexander Flaming dobio Nobelovu nagradu.

## Vanjske poveznice
- Duchesneova doktorska disertacija (na francuskom)